# Эсэн-тайши
Эсэн (монг. Эсэн тайш?, ᠡᠰᠡᠨ 
ᠲᠠᠢᠱᠢ?; 1407 — 1454) — главный ойратский тайши (1439 — 1454), старший сын и наследник Тогон-тайши, самопровозглашённый великий хан Монгольской империи (1453 — 1454). Не принадлежал к Чингизидам, являлся представителем рода Чорос.

## Биография

### Войны в Центральной Азии
Ещё при жизни отца Эсэн вёл войну против Могулистана. В этой войне он одержал множество побед над Султан-Увайс-ханом, и даже дважды захватил его в плен.
Эсэн продолжал политику своего отца, направленную на преодоление раздробленности и создание объединенного монгольского государства с сильной центральной властью. В 1430-х годах он участвовал в разгроме Аргутая. В 1440-х годах Эсэн совершал рейды на токмокских кыргызов; многие их роды в страхе покинули свою страну и откочевали во владения ханов Моголистана, на Тянь-Шань. Тогда же он присоединил к своим владениям Хамийский округ (Хара-Дэл), что позволило ему укрепить тыл и взимать налоги с земледельческих районов. После этого Эсэн установил союзные отношения с правителями небольших владений Восточного Туркестана, находившихся до этого в вассальной зависимости от Китая. При нем границы ойратских владений на западе дошли до Бишбалыка. В 1445 году три урянхайских округа в Маньчжурии, отложившиеся к Империи Мин в 1389 году и охранявшие границу Китая в этом месте, признали верховную власть Эсэна.

### Ойратско-китайская война
Летом 1449 года двадцатитысячная монголо-ойратская армия под командованием Эсена вторглась на территорию Китая и, разделившись на три группы, двинулась по направлению к Пекину. 4 августа неподготовленная и плохо организованная 500-тысячная китайская армия выступила в поход под командованием минского императора Чжу Цичжэня. Главный евнух Ведомства ритуалов Ван Чжэнь, ставший фактически вторым лицом после императора, уговорил молодого монарха совершить победный марш-бросок на север и разгромить Эсэна на территории Монголии.
Генеральное сражение произошло 1 сентября 1449 года в местности Туму, к юго-западу от горы Хуайлай в современной провинции Хэбэй. Окружив китайскую армию, ойраты нанесли ей сокрушительное поражение. Многие высшие сановники империи погибли на поле боя, в том числе и Ван Чжэнь. Император и многие придворные попали в плен к ойратам. Эсэн полагал, что пленный император — это весомая карта и прекратил военные действия. Обороной Пекина же занялся энергичный полководец Юй Цянь, который возвёл на престол нового императора, младшего брата Чжу Цичжэня — Чжу Циюя. Отклонив предложения о выкупе императора, Юй Цянь заявил, что страна важнее жизни императора. Монголо-ойратская армия осадила Пекин и в течение сорока дней разоряла столичные предместья. Однако Юй Цянь собрал в столице большое войско и смог успешно отбить все нападения противника. Осенью 1450 года Эсэн, так и не добившись выкупа от китайского правительства, заключил мирный договор с империей Мин и освободил из плена китайского императора Чжу Цичжэня, с которым расставался уже как с другом.

### Узурпация ханской власти
В 1453 году в результате заговора, в котором принимал участие Абгарджин, произошло убийство монгольского Тайсун-хана. Затем на курултае, который должен был выбрать следующим ханом Абгарджина, был убит и он сам. Вместо него Эсэн объявил себя великим ханом Монгольской империи и заключил мир с империей Мин. 
В начале 1454 года против Эсэна выступили ойратские тайши Алаг-Тэмур-чинсан, правитель правого крыла, и Хатан-Тэмур-чинсан, правитель левого крыла, и потребовали от ставшего ханом Эсэна, чтобы он уступил им почётный титул тайши-чулы. Однако Эсэн-хан передал титул тайши-чулы своему старшему сыну Амасанджи-тайше. В ответ ойратские тайши подняли восстание, собрали войска и напали на Эсэна, который потерпел поражение и вскоре был убит.